# Jolanta Sekulak-Szymańska
Jolanta Sekulak-Szymańska (ur. 17 sierpnia 1958 we Wrocławiu) – polska hokeistka na trawie, olimpijka.
Córka Mariana i Marii ze Skrzyszewskich, w 1981 ukończyła wrocławskie Liceum Ekonomiczne z dyplomem technika ekonomisty. W 1973 w zespole juniorskim Sparty Wrocław rozpoczęła treningi hokejowe, później występowała w Polarze Wrocław. Z tym klubem są związane jej sukcesy - cztery tytuły mistrzyni Polski na otwartym stadionie (1979, 1980, 1981, 1982) oraz cztery tytuły z hali (1977, 1978, 1979, 1981). Występowała na obronie lub w pomocy. Zaliczana do wyróżniających się polskich zawodniczek, szczególnie w początkach reprezentacji narodowej. Uczestniczyła w pierwszym meczu reprezentacji Polski - przeciwko Czechosłowacji w Zlate Moravce (5 września 1977), zakończonym wysoką porażką Polek 0:12. Trzy lata później reprezentowała Polskę na igrzyskach olimpijskich w Moskwie, biorąc udział w historycznym meczu otwarcia przeciwko Zimbabwe; był to olimpijski debiut kobiecej odmiany hokeja na trawie. Reprezentacja Polski zakończyła rywalizację w Moskwie na 6. miejscu (na 6 startujących drużyn).
W 1980 otrzymała tytuł Mistrzyni Sportu. Hokej na trawie uprawiał także jej mąż Krzysztof Szymański (w barwach Budowlanych Wrocław). Ma dwie córki (Katarzynę i Kamilę).